# Nurallao
Nurallao é uma comuna italiana da região da Sardenha, na província da Sardenha do Sul, com  cerca de 1.426 habitantes. Estende-se por uma área de 34 km², tendo uma densidade populacional de 42 hab/km². Faz fronteira com Isili, Laconi, Nuragus.

## Demografia
| Variação demográfica do município entre 1861 e 2011                               |
|                                                                                   |
| Fonte: Istituto Nazionale di Statistica (ISTAT) - Elaboração gráfica da Wikipedia |